# Eartha Kitt
Eartha Mae Keith (North, 17 de janeiro de 1927 — Weston, 25 de dezembro de 2008) foi uma atriz e cantora norte-americana.

## Biografia
Filha de mãe negra e pai branco, nasceu em uma fazenda produtora de algodão no estado da Carolina do Sul e iniciou a carreira artística como dançarina.
Como cantora, Eartha era conhecida por sua voz sensual e lançou seu primeiro álbum em 1954, o qual trazia canções como "C'est Si Bon" e "I want to be Evil". "Where is my man?", "Santa Baby", "Old Fashioned Girl" são outras músicas que se tornaram conhecidas do público.
Como atriz interpretou a segunda Mulher Gato no seriado Batman durante a década de 60, papel que assumiu depois que a atriz Julie Newmar abandonou o série. A Mulher Gato Negra não agradou os fãs na época.
Eartha chegou a ser chamada de "a mulher mais excitante do mundo" por Orson Welles, mas passou a maior parte da vida solteira.
Além de receber indicações a importantes prêmios como Emmy (TV), Grammy (música) e Tony (teatro), Eartha era polêmica por suas declarações. Na década de 60, teve de direcionar sua carreira para fora dos Estados Unidos, depois de se mostrar, durante um almoço na Casa Branca, contra a guerra do Vietnã.
A artista faleceu nos Estados Unidos aos 81 anos, vítima de câncer de cólon.

## Filmografia
- Cherrys (2005)
- Instant Karma (2005)

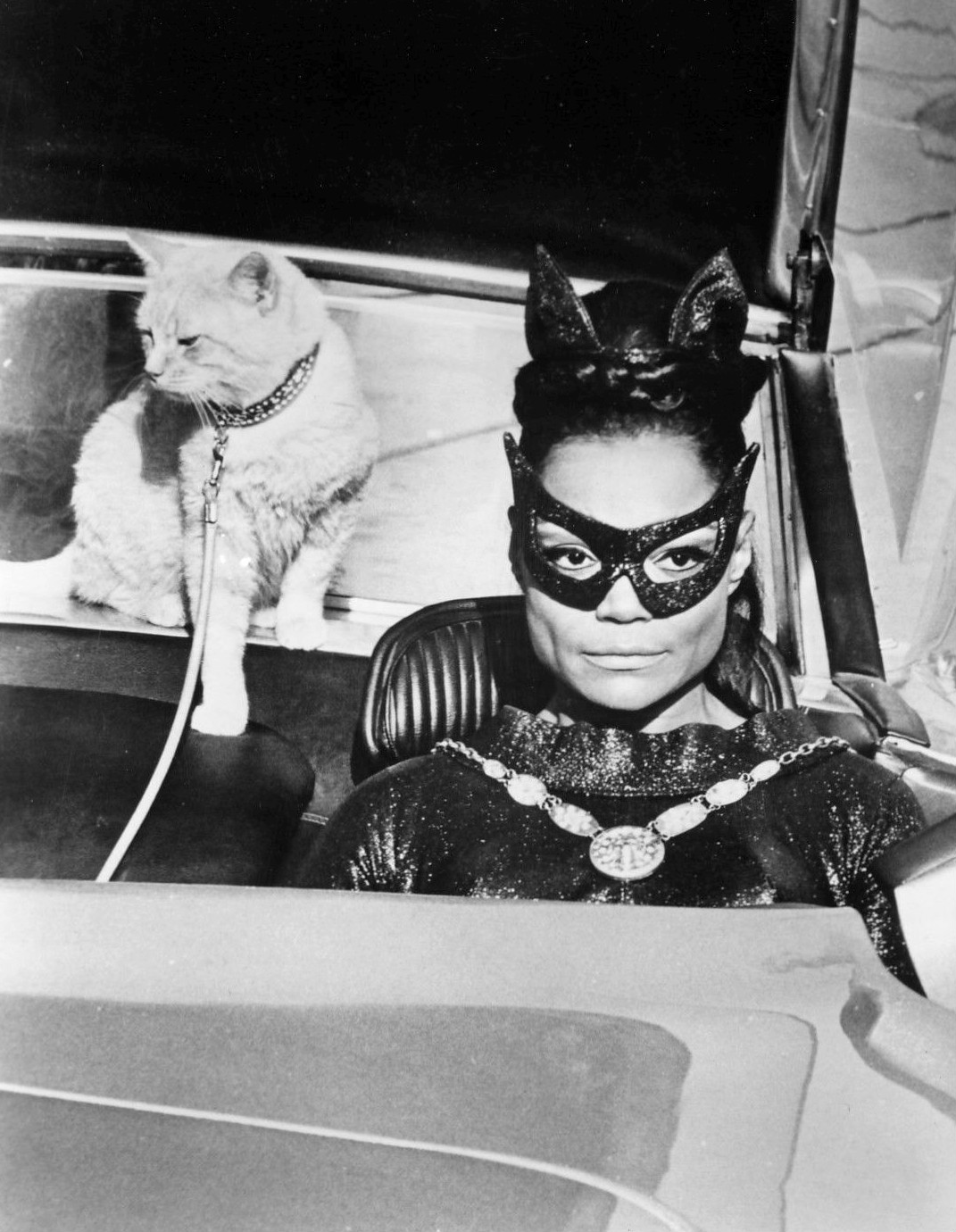
Eartha Kitt como a Mulher Gato em foto promocional de 1967

- The Emperor`s New Groove II (2005) .... Yzma
- On the One (2004)
- Holes (2003) .... Madame Zeroni
- Santa Baby! (2001) (TV) (voz) .... Emerald
- "Feast of All Saints" (2001) (minissérie de TV.... Lola Dede
- The Emperor's New Groove (2000) (voz) .... Yzma
- "The Wild Thornberrys" (1998) Série de TV (voz) ....dublagem adicional
- Ill Gotten Gains (1997) (voz) .... The Wood
- Harriet the Spy (1996) .... Agatha K. Plummer
- Fatal Instinct (1993) .... Juiz do primeiro julgamento
- Boomerang (1992) .... Lady Eloise
- Ernest Scared Stupid (1991) .... Old Lady Hackmore
- Desperately Seeking Roger (1991) (TV)
- Living Doll (1990)
- Erik the Viking (1989) .... Freya
- Master of Dragonard Hill (1989) .... Naomi
- Dragonard (1987) .... Naomi
- The Pink Chiquitas (1987) .... voz de Betty, the Meteor
- The Serpent Warriors (1985)
- A Night on the Town (1983) (TV)
- To Kill a Cop (1978) (TV) .... Paula
- Friday Foster (1975) .... Madame Rena
- Lieutenant Schuster's Wife (1972) (TV) .... Lady
- Up the Chastity Belt (1971) .... Scherazade
- All About People (1967) .... Narradora
- Batman (série de TV) (1967)...Mulher-Gato
- Synanon (1965) .... Betty Coleman
- Onkel Toms Hütte (1965) (não cred.) .... Cantora
- Saint of Devil's Island (1961)
- Anna Lucasta (1959) .... Anna Lucasta
- St. Louis Blues (1958) .... Gogo Germaine
- The Mark of the Hawk (1958) .... Renee